# Églantine Éméyé

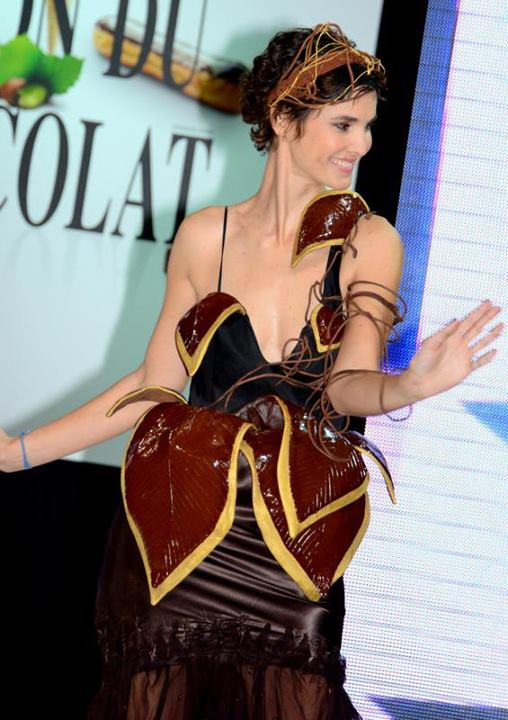
Eglantine Emeyé (2013)

Églantine Éméyé (* 23. Dezember 1973 in Toulouse) ist eine französische Fernsehmoderatorin.

## Biografie
Éméyé ist die Tochter der Schriftsteller Marie Lincourt und Philippe Hugodot. Sie hat sieben Brüder; ihre Eltern brachten 1982 ein Buch heraus über ihr Familienleben.
Zu Beginn ihrer Karriere arbeitete sie als Model und wurde von der Agentur Ford Models präsentiert.
1999 begann Églantine Éméyé als Wettermoderatorin in der Sendung Nulle part ailleurs beim Fernsehsender Canal+. 2001 wechselte sie zu France 2, wo sie die Sendungen Fallait y penser und Savoir plus sciences ko-moderierte. Von 2006 bis 2008 präsentierte sie auf Arte die Sendung Chic, in der es um Mode und Architektur ging.
Im Weiteren arbeitete sie für verschiedene Formate bei den Sendern TF1, France 2, France 5 und France 3. Ab 2014 moderierte sie die Sendung Jour de brocante auf France 3.
Neben ihrer Tätigkeit als Moderatorin war Éméyé auch als Schauspielerin im komischen Fach tätig.

### Privates
Églantine Éméyé ist Mutter von zwei Söhnen, von denen einer behindert ist, was sie wiederholt in den Medien thematisierte.